# ۱۰۰۰۰ گلوله (بازی ویدئویی)
۱۰۰۰۰ گلوله (به ژاپنی ツキヨニサラバ) یک بازی اکشن تیراندازی سوم شخص است که توسط استودیو بلومون تولید و بوسیله شرکت تایتو به‌طور انحصاری برای کنسول پلی‌استیشن ۲ منتشر گردید. این بازی در سال ۲۰۰۵ در ژاپن منتشر شد و در همان سال توسط شرکت «۵۰۵ گیم استریت» در اروپا توزیع گردید.
بازی ۱۰۰۰۰ گلوله توسط «یوشیتاکا مورایاما» خالق سری «سوئیکودن» که در سال ۲۰۰۲ کونامی را ترک گفت، طراحی شد. او پس از ترک کونامی اقدام به ساخت شرکت تولیدی بازی خود با نام «بلومون استودیو» نمود.
مورایاما بعد از حدود نیم سال از تأسیس کمپانی جدید، با همکاری طراح تصویری «اسپریگان» (سری مانگا) «ریوجی میناگاوا»، و آهنگسازی «یاسونوری میتسودا» (آهنگساز بازی‌های معروف کرونو تریگر، Xenogears, Mario Party) و «میکی هیگاشینو» (آهنگساز سری سوئیکودن) اقدام به تهیه بازی ۱۰۰۰۰ گلوله نمود.
مورایاما حتی قبل از ساخت سری سوئیکودن، قصد ساخت بازی اکشن و تیراندازی را داشت. این بازی در ژاپن فروش پائینی داشت و نمرات و نقدهای متوسط و معمولی از منتقدان گرفت. به گفته منتقدان بازی از مشکلات دوربین و تقلید رنج می‌برد، اما از سکانس‌های اکشن بازی تمجید کرده‌اند.

## داستان
داستان بازی ماجرای آدمکش زبده ۲۹ ساله‌ای به نام Crow را روایت می‌کند که ساکن ایرلند است و برای یک خانواده خلافکار ایتالیایی معروف به خانواده تونیا کار می‌کند.
Crow به‌طور غریزی توانایی کنترل زمان را در هنگام مبارزه دارد. او این توانایی را از مادر پیشگویش که به قتل رسیده بود به ارث برده.
بعد از اینکه توسط رئیس خانواده تونیا (پاپا تونیا) به خدمت گرفته شد، توانایی کنترل قابلیت مادرزادی خود را توسط شخص آدمکش دیگری به نام «یوداس» فرا گرفت. گیم پلی بازی نیز توجه زیادی به این قابلیت کرده، در حالیکه بازیباز باید با کنترل و آهسته نمودن زمان در هنگام نبردها، از مبارزه با دشمنان سربلند پیروز بیاید.
Crow امید زیادی دارد که روزی بتواند انتقام قتل مادرش را از مسببین بگیرد. در این داستان Crow یک همکار به نام آلیس دارد که یک زن جوان انگلیسی است.

## گیم پلی
۱۰۰۰۰ گلوله یک بازی اکشن تیراندازی سوم شخص است که قهرمان داستان در محیط‌های متنوعی به مبارزه با دشمنان و رئیس‌های مراحل می‌پردازد. دوربین و تصویربرداری بازی شباهت زیادی به فیلمبرداری سری فیلم ماتریکس دارد، ضمن آنکه مکانیزم گیم پلی بازی نیز با بازی‌های مکس پین و Dead to Rights (قابلیت آهسته کردن زمان و جاخالی دادن از گلوله‌ها و …) قابل قیاس است.
قابلیت کنترل زمان دارای سه مرحله است. مرحله اول به نام "enhancement" تمامی حرکات (از جمله قهرمان بازی) را آهسته می‌کند. مرحله دوم با نام "Blitz" فقط حرکات دشمنان را آهسته می‌کند و به بازیباز اجازه می‌دهد که با سرعت معمولی حرکت کند. مرحله سوم این قابلیت نیز "frozen time" نام دارد که همه چیز را در اطراف بازیباز ساکن می‌کند در حالیکه خود او بدون مشکل و به‌طور معمولی قادر به حرکت است.
با فشردن دکمه‌های خاصی بر روی جوی استیک، بازیباز می‌تواند هدف را بر روی دشمنان قفل کرده یا بین آن‌ها حرکت دهد. نابود کردن موفقیت‌آمیز یک ردیف از دشمنان، باعث دریافت جایزه‌های خاصی می‌شود که بوسیله آن‌ها بازیباز در پایان هر مرحله می‌تواند آپگریدهای مختلفی مثل سلامتی بیشتر، حمله‌های ویژه علیه دشمنان و حرکات آکروباتیک خاص را تهیه کند.
چهار شخصیت قابل بازی به نام‌های (Crow, Alice, Dragon, و Boris) وجود دارند که هر کدام دارای قابلیت‌های ویژه‌ای هستند. در بین سکانس‌های اکشن، بازیباز باید با استفاده از رابط کاربری خاصی (که شبیه اینترفیس بازی‌های ماجراجویی است) داستان بازی را پیش ببرد.

## مراحل تولید
«۱۰۰۰۰ گلوله» توسط خالق سری بازی‌های سوئیکودن (یوشیتاکا مورایاما) تهیه گردیده. این بازی توسط کمپانی «بلومون استودیو» که توسط خود مورایاما تأسیس شده، ساخته شده و بوسیله شرکت تایتو منتشر گردیده‌است. این اولین بازی شخص مورایاما بعد از ساخت سوئیکودن ۳ و جدایی از شرکت کونامی در سال ۲۰۰۲ می‌باشد. پروژه ساخت بعد از حدود شش ماه از تأسیس شرکت «بلومون استودیو» شروع شد.
مورایاما قبل از تولید این بازی، علاقه داشت یک بازی شوتم آپ و شبیه یکی از عناوین مشهور کمپانی تایتو به نام «فلز سیاه» بسازد. هنگامی که بازی برای اولین بار معرفی گردید، مشخص شد که بازیباز فقط با یک شلیک دشمن ممکن است کشته شود.
مورایاما در مورد این موضوع در مصاحبه با Dengeki PlayStation توضیح داد: «من برای مدتی در این فکر بودم که راهی پیدا کنم تا صحنه‌های اکشن بازی‌هایی که اسلحه محور هستند را شبیه به یک فیلم بسازم، اما مسئله مهم این بود که در آن صورت هنگامی که قهرمان با یک شلیک بمیرد، دیگر نمی‌توان آن را بازی نامید. راه حل برای این مسئله، ایجاد اسلوموشن و توقف زمان در بازی بود.»
تکمیل تولید «۱۰۰۰۰ گلوله» نزدیک به سه سال طول کشید. طراحی شخصیت‌های بازی بر عهده «ریوجی میناگاوا»، طراح سری مانگای «اسپریگان» بوده‌است.

## موسیقی
موزیک بازی توسط دو تن از موزیسین‌های قدیمی شرکت کونامی (میکی هیگاشینو) و (یاسونوری میتسودا) تهیه گردیده که موزیک بازی‌های مشهور مانند کرونو تریگر و Xenogears را در کارنامه دارند.
میکی هیگاشینو بعد از ساخت و کار بر روی بازی Gensō Suikogaiden در سال ۲۰۰۱، خود را از ساخت موزیک برای بازی‌های ویدئویی بازنشسته کرد و وقت خود را برای خانواده گذاشت. اما پس از دعوت رسمی برای کار در پروژه «۱۰۰۰۰ گلوله» از طرف مورایاما، او پس از مدت‌ها به کار موسیقی برای بازی‌های ویدئویی بازگشت.
موسیقی متن بازی با نام «مون لیت شادو» در کشور ژاپن توسط استودیو Mitsuda's Procyon روز قبل از عرضه رسمی بازی، منتشر گردید.

## انتشار بازی
«۱۰۰۰۰ گلوله» برای اولین بار توسط مجله ژاپنی Dengeki PlayStation در سپتامبر ۲۰۰۴ معرفی گردید.
سپس در نمایشگاه بازی توکیو در ماه بعد نمایش داده شد.
این بازی به‌طور رسمی در تاریخ ۲۴ فوریه ۲۰۰۵ در ژاپن منتشر شد. در مراسم روز انتشار بازی در سه نقطه نزدیک ایستگاه راه‌آهن شینجوکو، خواننده و صداپیشه ژاپنی (آتسوکو اِنوموتو) که دوبله ژاپنی کاراکتر آلیس را در بازی بر عهده داشت، برای اولین خریداران بازی، نسخه خریداری شده را امضا می‌کرد.
شرکت تایتو با همکاری شرکت توزیع‌کننده 505 GameStreet این بازی را یکسال بعد در اروپا عرضه نمود. بازی با صدای دوبله انگلیسی شخصیت‌ها و متن‌های زیرنویس و داخل بازی به پنج زبان (انگلیسی، ایتالیایی، آلمانی، فرانسوی و اسپانیولی) ترجمه و در اروپا منتشر گردید.
این بازی مجدداً در ژاپن و تحت لیبل «بهترین تایتو» در تاریخ ۲ نوامبر ۲۰۰۶ عرضه شد.

## بازخوردها
۱۰۰۰۰ گلوله امتیازات معمولی و متوسطی از ناشران ژاپنی دریافت کرده، از جمله نمره ۲۷ از ۴۰ توسط هفته نامه فامیتسو و ۲۷۰ از ۴۰۰ توسط Dengeki PlayStation.
«اسپنسر» منتقد سایت Siliconera معتقد است که نسخه ژاپنی این بازی یک تقلید ضعیف از عناوین موفق اکشن و معروفی است که از سیستم بولت تایم استفاده می‌کنند. او همچنین به دوربین ناکارآمد و مشکلات سیستم قفل بر روی هدف اشاره کرده. محیط‌های بی‌روح و معمولی، سیستم خسته‌کننده ماجراجویی داخل بازی و تم موسیقی مغایر با فضای کلی بازی را نیز جزو ایرادات بازی نامید. البته منتقد از سکانس‌های اکشن بازی تمجید کرده و به گفته خود لذت برده‌است.
«اِد لوئیس» از آی‌جی‌ان ضمن اشاره به مشکلات دوربین، از اکشن بازی تمجید کرده و گفته «مجموعه‌ای از اکشن و توانایی کنترل زمان که به بازیباز احساس نسخه سه بعدی از بازی Viewtiful Joe را القا می‌کند.»
این بازی از سوی منتقدان مجله رسمی پلی استیشن ۲ انگلستان به سردی روبرو شد: «ترکیب ضعیفی از اکشن و ماجراجویی همراه با مبارزات بولت تایم، کات سین‌های ضعیف از نظر هماهنگی و داستان بی ربط که حتی مازوخیسم‌ها هم نباید طرفش بروند!»
این بازی در ژاپن فروش ضعیفی داشت، طبق اطلاعات منتشر شده از سایت Media Create رتبه فروش این بازی در سال ۲۰۰۵ در ژاپن بین ۵۰۰ بازی پرفروش، رتبه پانصدم را دارا بود و فقط تعداد ۱۵۲۴۴ نسخه فروش داشته‌است.